# Johann Eccarius
Johann Georg Eccarius (ur. 23 sierpnia 1818 we Friedrichroda w księstwie Gotha, zm. 4 marca 1889) – krawiec i publicysta niemiecki, sekretarz generalny Międzynarodowego Stowarzyszenia Robotników.
W roku 1846 przeniósł się z Turyngii do Londynu i wkrótce wystąpił na pole literackie w czasopismach Neue Rheinische Zeitung i Red Republican. W r. 1864 miał czynny udział w założeniu Stowarzyszenia Międzynarodowego Robotników, był 1865 r. członkiem komisji wykonawczej ligi reformy, w 1866 został redaktorem odpowiedzialnym czasopisma Common Wealth. W 1867 wybrany został sekretarzem generalnym Międzynarodowego Stowarzyszenia Robotników. 
Oddzielnie wydał: "A Working Man's refutation of Stuart Mill" (1867, przekład niemiecki Eichhoffa, 1869).